# Anyang (Chiny)
Anyang (chiń. 安阳; pinyin Ānyáng) – miasto o statusie prefektury miejskiej we wschodnich Chinach, w prowincji Henan, na północny wschód od miasta Zhengzhou. W 2010 roku liczba mieszkańców miasta wynosiła 817 193. Prefektura miejska w 1999 roku liczyła 5 125 135 mieszkańców. Ośrodek hutnictwa żelaza, przemysłu włókienniczego i spożywczego. Siedziba rzymskokatolickiej diecezji Jixian.
W odległości około 2 km na zachód od miasta odnalezione zostały ruiny Yinxu – pozostałości ostatniej stolicy pierwszej historycznej dynastii chińskiej Shang.

## Współpraca
Miejscowość partnerska:
- Schaerbeek, Belgia